# استان بلیده

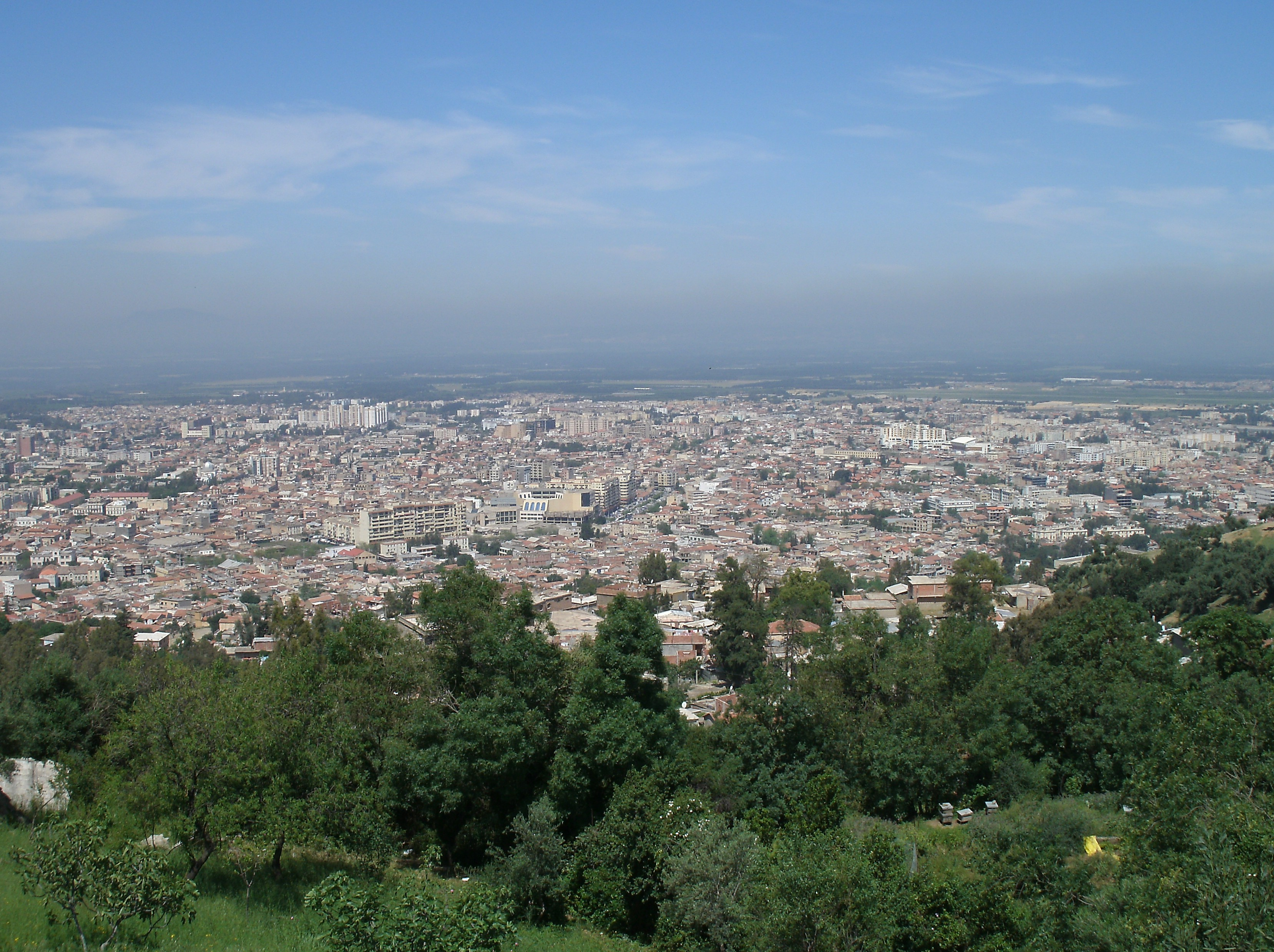
نمایی از استان بلیده.

استان بلیده نام استان نهم کشور الجزایر است.